# Double Dragon (pel·lícula)
Double Dragon és una pel·lícula estatunidenca dirigida per James Yukich estrenada l'any 1994, lliurement inspirat en la sèrie de vídeojocs Double Dragon. Ha estat doblada al català.

## Argument
La història es desenvolupa en un futur fictici, el 2007, a "New Angeles" (el nou nom donat a la ciutat de Los Angeles després de la seva destrucció parcial deguda a un terrible terratrèmol). Les bandes hi fan regnar el terror, i la policia es veu forçada a imposar un toc de queda per protegir la població. En aquesta atmosfera apocalíptica, Koga Shuko (Robert Patrick), un home de negocis poderós i malèfic, busca controlar la ciutat mitjançant un medalló
xinès de poders sobrenaturals i lligat a una antiga llegenda que implica dos germans ("el Doble Drac"). Gràcies a un subaltern, Linda Lash, aconsegueix una part del medalló però li falta l'altra meitat. Aquesta es troba en poder de dos germans, Jimmy i Billy Lee (Mark Dacascos i Scott Wolf) que saben per la seva tutora, Satori Imada (Julia Nickson-Soul), que cap home no ha de posseir mai ell sol les dues parts del medalló pel risc d'esdevenir invencible. Ajudats per Marian Delario (Alyssa Milano), el cap del grup "Power Cops" que lluita contra les bandes, els germans Lee utilitzaran el seu saber en arts marcials per evitar que el dolent se l'emporti.

## Repartiment
- Robert Patrick: Koga Shuko
- Scott Wolf: Billy Lee
- Mark Dacascos: Jimmy Lee
- Alyssa Milano: Marian Delario
- Julia Nickson-Soul: Satori Imada
- Kristina Wagner: Linda Lash
- Leon Russom: Cap Delario, el pare de Marian
- Nils Allen Stewart: Bo Abobo
- Cory Milano: Marc Delario
- Jeff Imada: Huey
- Al Leong: Lewis
- George Hamilton: ell mateix (presentador TV)
- Vanna White: ella mateixa (presentadora TV)
- Andy Dick: ell mateix (meteoròleg)
- Vincent Klyn: Wild One

## Al voltant de la pel·lícula
- Doble Drac és una adaptació cinematogràfica de la sèrie de videojocs homònims.
- El rodatge s'ha desenvolupat a Cleveland, Ohio.
- En una escena, Kogo Shuko demana als seus acòlits Huey i Lewis si tenen notícies (Huey, Lewis. Any news?), referencia al grup Huey Lewis and the News.[3]
- En el combat final, Linda Lash (Kristina Wagner) demana a Marian (Alyssa Milano) i ara, qui és el cap? (Now who's the boss?). Una mica més tard, Marion diu a Lash que té sort, en general envia la gent a l'hospital (You're lucky, generally I out people in the hospital). Les rèpliques són referències als començaments de les dues actrius, Alyssa Milano que va debutar a Who's the Boss?, mentre que Kristina Wagner ha passat la major part de la seva carrera d'actriu (1984-2005) a Hospital central.[3]

## Banda original
- I Remember, interpretada per Coolio
- Green Mind, interpretada per Dink
- Love Will Shine On Me, interpretada per Michael Lattanzi i Crystal Taliefero
- 100% Pure Love, interpretada per Crystal Waters
- What I Need, interpretada per Crystal Waters
- Say You're Gonna Stay, interpretada per Darryl D'Bonneau
- Girls and Boys, interpretada per Hed Boys
- Dream About You, interpretada per Stevie B
- All Together Now, interpretada per The Farm